# سيبيرية (نبات)
السيبيريَّة هو جنس من النباتات المزهرة من الفصيلة الوردية، توجد بشكل منفصل في البلقان وآسِيَة الوسطى والصين. النوع النمطي هو سيبيرية منبسطة والذي يُزرع أحيانًا نبات حديقة للزينة.